# Деканова, Елизавета Михайловна
Елизаве́та Миха́йловна Дека́нова (2 [14] ноября 1869, Санкт-Петербург — 1 апреля 1918, Париж) — русская оперная и камерная певица (меццо-сопрано).

## Биография
Родилась 2 [14] ноября 1869 года в Петербурге. Вокалу обучалась в Киевской консерватории у Камилло Эверарди и в Миланской консерватории (класс Э. Чимма). Позднее совершенствовалась в Париже под руководством Дезире Арто, дочери композитора Жана Арто).
Голос певицы современники называли сильным и звучным, с мягким тембром и широким диапазоном. Деканова обладала выразительной дикцией и художественным вкусом, легко справлялась с технически трудными пассажами.
Первое выступление как концертной певицы состоялось в 1899 году в петербургском Цирке Чинизелли с певцом А. С. Ермаковым (1866—1931). 
Совместно с оперной певицей Е. И. Терьян-Коргановой исполняла в 1900 году отрывки из оперы «Антоний и Клеопатра» С. В. Юферова.
В 1901 году входила в состав Товарищества оперных артистов под управлением Н. А. Миклашевского. Выступала с труппой в Пензе, Воронеже, Симбирске, Саратове, Ростове-на-Дону, Астрахани. 
В этом же году гастролировала в Праге, Пльзене, Берлине. По возвращении концертировала в Москве, Петербурге и Кисловодске (1904). Пела в оперных спектаклях которые устраивал в Кишинёве Григорий Яковлевич Штейн — один из представителей младшего поколения провинциальных антрепренёров.
Среди лучших партий Ратмир («Руслан и Людмила»), Графиня («Пиковая дама»), Любаша («Царская невеста»), Кармен («Кармен»), Далила («Самсон и Далила»).
Часто пела на концертах в дуэте с Гавриилом Морским (тенор), также среди партнёров по сцене Эмилия Левандовская (сопрано), Владимир Трубин (баритон/бас).
Скончалась 1 апреля 1918 года в Париже (Франция).

## Репертуар
Исполняла произведения М. Мусоргского, Ц. Кюи, А. Серова, П. Чайковского, Н. Римского-Корсакова, А. Гречанинова, М. Ипполитова-Иванова, В. Калинникова. На языке оригинала пела романсы И. Брамса, Ф. Листа, X. Вольфа, Э. Грига, К. Сен-Санса, К. Дебюсси, Р. Штрауса.
Оперные партии
- Азучена — «Трубадур» Дж. Верди,
- Амнерис — «Аида» Дж. Верди,
- Графиня — «Пиковая дама»» П. Чайковского,
- Далила — «Самсон и Далила» К. Сен-Санса,
- Кармен — «Кармен» Ж. Бизе,
- Лола — «Сельская честь» П. Масканьи,
- Любава — «Садко» Н. Римского-Корсакова,
- Любаша — «Царская невеста» Н. Римского-Корсакова,
- Морозова — «Опричник» П. Чайковского,
- Паж Урбан — «Гугеноты» Д. Мейербера,
- Ратмир — «Руслан и Людмила» М. Глинки,
- Рогнеда — «Рогнеда» А. Серова.

## Комментарии
1. ↑  Существует мнение, по некоторым источникам, что настоящая фамилия Клопова. По данным источникам, Е. М. Клопова в 1885 году была солисткой, а в 1890 году избиралась председателем правления иркутского Общества любителей музыки. Создано общество было А. А. Белозеровым в 1881—1882 годах. Ею исполнялась партия Вани из оперы М. Глинки «Жизнь за царя» и др. Также в источнике упоминается, что в дальнейшем Клопова пела на сценах Мариинского театра и Московской частной оперы под псевдонимом Деканова[1][2].